# Сень, Илья Игоревич
Илья Игоревич Сень (бел. Ілья Ігаравіч Сень; род. 14 января 1999, Несвиж, Минская область) — белорусский футболист, нападающий клуба «Белшина».

## Карьера

### БАТЭ
Воспитанник футбольной академии борисовского БАТЭ. В 2016 году футболист стал выступать за дублирующий состав клуба. В начале 2018 года стал подтягиваться к играм с основной командой. Новый сезон начал с поражения 10 марта 2018 года за Суперкубок Белоруссии, где борисовский клуб уступил брестскому «Динамо». Затем футболист продолжил выступать за дублирующий состав борисовчан. Дебютировал за клуб 11 июля 2018 года в матче Кубка Белоруссии против «Энергетика-БГУ», также забив свой дебютный гол. Больше футболист в официальных матчах за клуб не сыграл.

#### Аренда в «Спутник» Речица
В феврале 2020 года футболист на правах арендного соглашения присоединился к речицкому «Спутнику». Дебютировал за клуб 18 апреля 2020 года в матче против «Сморгони». Футболист сразу же закрепился в основной команде клуба. Дебютный гол за клуб забил 30 мая 2020 года в матче против «Крумкачей». Вместе с клубом футболист стал победителем Первой Лиги. По окончании арендного соглашения футболист покинул клуб.

### «Днепр-Могилёв»
В феврале 2021 года футболист перешёл в могилёвский «Днепр». Дебютировал за клуб 17 апреля 2017 года в матче против «Лиды». В следующем матче 24 апреля 2021 года против «Барановичей» отличился дебютной результативной передачей. Дебютный гол за клуб забил 29 мая 2021 года в матче Кубка Белоруссии против столбцовского «Кронона». Свой первый гол в чемпионате забил 6 июня 2021 года в матче против дзержинского «Арсенала». В июле 2021 года футболист покинул могилёвский клуб, расторгнув контракт по соглашению сторон.

### «Волна» Пинск
В феврале 2022 года футболист стал игроком пинской «Волны». Дебютировал за клуб 9 апреля 2022 года в матче против рогачёвского «Макслайна», отличившись дебютным забитым голом. В матче 9 июля 2022 года против «Осиповичей» футболист оформил пента-трик. Футболист по ходу сезона закрепился в основной команде клуба, однако чередовал матчи в стартовом составе и со скамейки запасных. По итогу сезона футболист отличился 10 забитыми голами и 3 результативными передачами. В феврале 2023 года футболист покинул пинский клуб.

### «Белшина»
В феврале 2023 года футболист присоединился к бобруйской «Белшине». Дебютировал за клуб 19 марта 2023 года в матче против «Сморгони», выйдя на поле в стартовом составе. Дебютный гол за клуб забил 14 мая 2023 года в матче против новополоцкого «Нафтана». На протяжении сезона футболист был одним из основных игроков бобруйского клуба, отличившись 2 забитыми голами и 5 результативными передачами. По итогу сезона вместе с клубом завершил чемпионат на последнем месте и вылетел в Первую лигу.

## Международная карьера
В начале 2017 года получил вызов в юношескую сборную Белоруссии до 18 лет. Дебютировал за сборную 8 января 2017 года в матче против Латвии. Дебютный гол забил 17 января 2017 года в матче против Молдовы.

## Достижения
«Спутник» Речица
- Победитель Первой Лиги: 2020